# Happythankyoumoreplease
happythankyoumoreplease è un film del 2010 diretto da Josh Radnor.
Radnor, attore qui al suo debutto dietro la macchina da presa, firma anche il soggetto e la sceneggiatura.
La pellicola, che vede nel cast anche Malin Åkerman, Tony Hale, Zoe Kazan, Kate Mara, Pablo Schreiber e l'esordiente Michael Algieri, è una commedia drammatica che racconta la storia di un gruppo di giovani ragazzi newyorkesi alle prese con l'amore, l'amicizia e le sfide dell'ingresso nella vita adulta.

## Trama
New York. Sam è un aspirante scrittore in cerca del successo. Durante una giornata a dir poco storta, la sua vita cambia radicalmente quando incontra Rasheen, un bambino abbandonato nella metropolitana. Il ragazzo inizialmente prova a riportarlo dalla sua famiglia, ma poi prende la discutibile decisione di ospitare il bambino con sé nel suo appartamento; tra i due nasce così un complicato ma sincero legame. La vita di Sam ruota attorno al suo gruppo di scorribande: la migliore amica Annie, affetta da alopecia, è in cerca di una ragione per vivere, ma si lascia condizionare dalla sua immagine e non si decide a impegnarsi in nulla; sua cugina Mary Catherine e il ragazzo Charlie sono una giovane coppia, il cui rapporto viene messo in discussione da un possibile trasferimento lavorativo a Los Angeles; Mississippi è invece un'aspirante cantante che si mantiene nella grande mela facendo la cameriera, e di cui Sam s'innamora.

## Produzione
Josh Radnor ha scritto questo film nel 2006, durante la pausa di lavorazione tra la prima e la seconda stagione della sitcom How I Met Your Mother di cui era protagonista. Nel corso dei due anni successivi ha fatto audizioni per i ruoli, apportato revisioni alla sceneggiatura e cercato finanziamenti. Nell'aprile 2009 ha ottenuto il budget per realizzare la pellicola, sicché nel luglio seguente ha iniziato le riprese dopo sei settimane di pre-produzione.

## Colonna sonora
1. My Friend and The Ink on His Fingers - Shout Out Louds
2. Phosphorescent Green -  Friends of the Jitney (con Katrina Lenk, Nyles Lannon e Chris Phillips)
3. Miss New York - Brendan Hines
4. Please Remain Calm - Cloud Cult
5. When They Fight, They Fight - The Generationals
6. 40 Hours Ago - Jaymay
7. One May Die So Lonely - Jaymay
8. Never Be Daunted - Jaymay
9. Lullaby - Jaymay
10. Have to Tell You - Jaymay
11. Rock, Scissors, Paper - Jaymay
12. All Souls - Jaymay
13. Thrown Out at Third - Blunt Mechanic
14. 1 & 1 - Jaymay
15. You Go Bangin' On (Remix) - The Go
16. Chemicals Collide - Cloud Cult
17. The Story I Heard - Blind Pilot
18. Arms like Boulders - The War on Drugs
19. Sing Happy - VA
20. Smile - Bear Lake
21. The World may Never Know - Dr. Dog
22. Waving at the Shore - Throw Me The Statue
23. Long Walk To Never - Jaymay

## Distribuzione
Il film è stato selezionato al Sundance Film Festival, dov'è avvenuta l'anteprima a Park City il 21 gennaio 2010. È stato inoltre proiettato a New York il 7 aprile 2010 come film d'apertura del Gen Art Film Festival.
La Myriad Pictures ha poi acquistato i diritti di distribuzione internazionale per il film. La Hannover House si era inizialmente assicurata i diritti per la distribuzione relativi all'America del Nord, ma questi sono stati successivamente acquisiti da Anchor Bay Films.
La pellicola è stata distribuita nelle sale cinematografiche di New York e Los Angeles a partire dal 4 marzo 2011. L'8 aprile seguente è stata distribuita in Spagna, e successivamente in Belgio (4 maggio), Turchia (17 giugno) e Grecia (15 settembre).

## Accoglienza

### Incassi
La pellicola, uscita inizialmente in forma limitata negli Stati Uniti d'America, ha avuto un incasso al botteghino in patria di 216 110 dollari. Per quanto riguarda il mercato estero, ha incassato 551 472 dollari in Spagna, 60 765 in Turchia, 17 556 in Grecia e 7 959 in Belgio.

### Critica
In Internet, Metacritic ha assegnato al film un punteggio di 45/100 da parte della critica e di 6,0 da parte degli utenti, mentre su Rotten Tomatoes ha totalizzato un 40% di consensi nell'apprezzamento della critica e un 63% per quanto riguarda il pubblico.

## Riconoscimenti
Durante il Sundance Film Festival il film è stato premiato con il Premio del pubblico: U.S. Dramatic, e ha ottenuto una candidatura al Gran premio della giuria: U.S. Dramatic.

## Edizioni home video
Il film è stato pubblicato in DVD e Blu-ray Disc negli Stati Uniti d'America da Anchor Bay Entertainment il 21 giugno 2011.